# Ángel Walk
Ángel Walk - pseudónimo de Ángel Gandolfi Herrero - (n. Argentina; 1891 - f. Argentina; 1979) fue un actor argentino. Fue el esposo de la actriz Olga Casares Pearson y hermano del escritor Álvaro Yunque.

## Biografía
Era hijo de Adán Gandolfi, nacido en Milán, Italia, y Angelina Herrero, argentina. El matrimonio tuvo 9 hijos, a todos los cuales les pusieron nombres que, como los de sus padres, comienzan con la letra A: Álvaro, Arístides, Ángel, Adrián, Angelina, Augusto, Ada, Alejandro y Alcides. Su hermano Álvaro adoptó el seudónimo de Álvaro Yunque y Ángel el de Ángel Walk.

## Actividad profesional
Fue uno de los máximos actores de radioteatro. En 1933 compuso con Olga Casares Pearson la primera pareja estelar de un radioteatro de aventuras titulado Yankar.
Al llegar el cine sonoro debutó en Ídolos de la radio (1934) a la que siguió La intrusa. Posteriormente intervino en varias películas, entre las que se recuerdan Las seis suegras de Barba Azul (1945) y Esposa último modelo (1950). Poco antes de dejar su actividad artística actuó en Surcos en el mar (1956), de la cual su esposa Casares Pearson escribió el argumento y en Continente blanco (1957), de la que también fue guionista su esposa.
Falleció en Argentina en 1979.

## Filmografía
Actor
- Operación Antártida (1958)
- África ríe (1956)
- Surcos en el mar (1956)
- El muerto es un vivo (1953)
- Mi hermano Esopo (Historia de un Mateo) (1952)
- Los árboles mueren de pie (1951)
- El ladrón canta boleros (1950)
- Esposa último modelo (1950)
- Mirad los lirios del campo (1949)
- Nace la libertad (1949)
- El barco sale a las diez (1948)
- Una atrevida aventurita (1948)
- El misterio del cuarto amarillo (1947)
- Con el diablo en el cuerpo (1947)
- La caraba (1947)
- Deshojando margaritas (1946)
- No salgas esta noche (1946)
- Besos perdidos (1945)
- Las seis suegras de Barba Azul (1945)
- Nuestra Natacha (1944)
- La intrusa (1939)
- Ídolos de la radio (1934)
- El caballero de la rambla (1925)
- El mentir de los demás (1919)